# Refuge faunique national de Culebra
Le refuge faunique national de Culebra (en anglais : Culebra National Wildlife Refuge), est un refuge faunique situé sur l'île de Culebra et ses dépendances à Porto Rico, territoire associé aux États-Unis. Faisant partie du plus vaste ensemble du Refuge faunique national des îles Caraïbes, il est administré par le United States Fish and Wildlife Service. L'aire protégée a été fondée en 1909.

## Historique
Le refuge est créé en 1909, par décret du président Theodore Roosevelt, autour de l'ancienne zone militaire de Camp Roosevelt, en incluant toutes les îles (dont Culebrita, Cayo Luis Peña et Cayo Lobo pour les principales) et les îlots entourant Culebra – à l'exception de Cayo Norte qui est une île privée. Il recouvre au total près de 6 km2 d'espaces protégés.

## Faune et flore

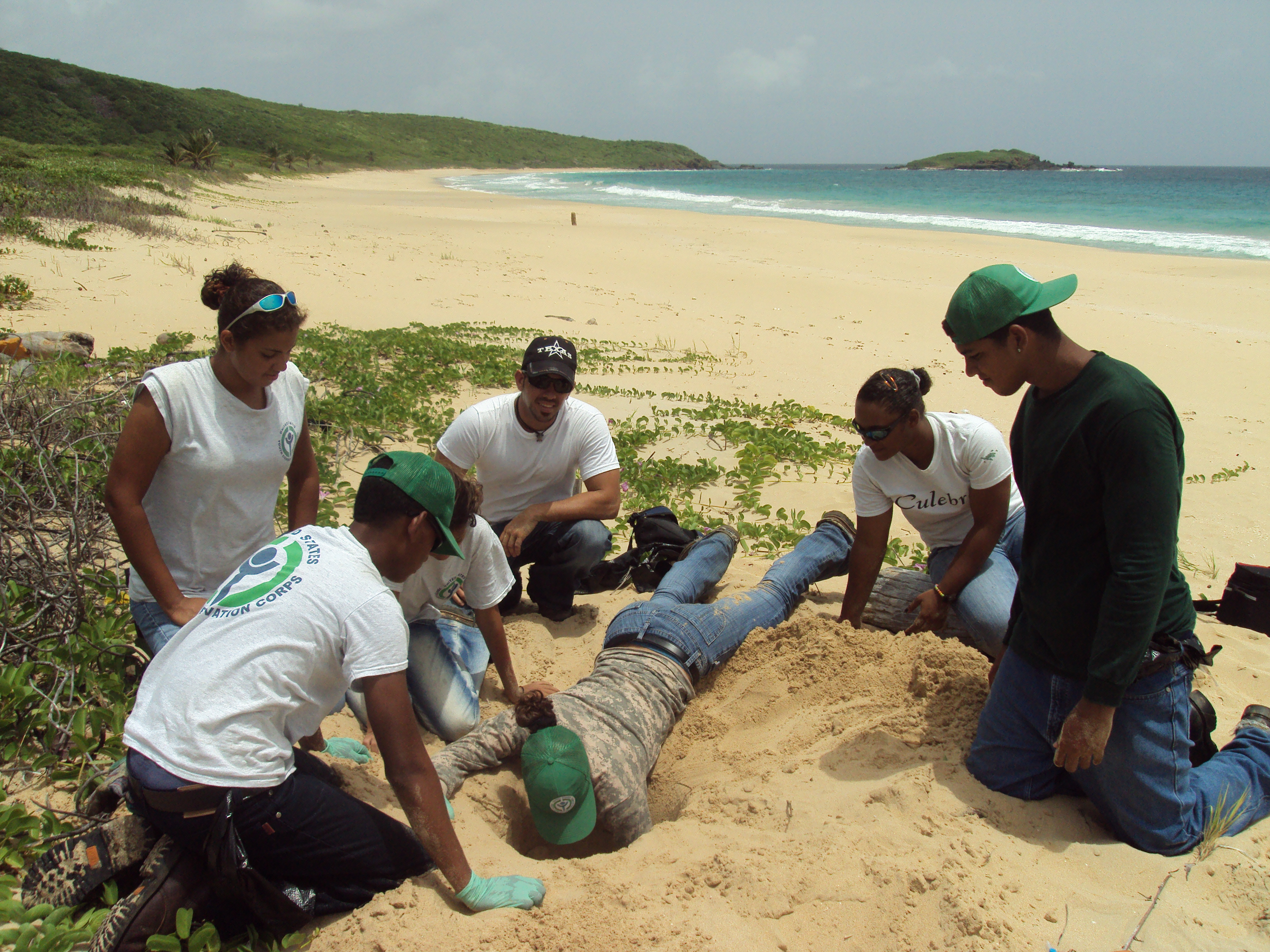
Une équipe en charge des nids de tortues.

L'aire protégée est composée de différents types d'habitats (plage, lagune, mangrove, forêt, rocher) et réunit plus de 50 000 oiseaux marins de treize espèces différentes et protège également les lieux de ponte de trois espèces de tortue marines (dont Tortue luth, Tortue imbriquée).